# Ocellularia mauretiana
Ocellularia mauretiana är en lavart som beskrevs av Mason Ellsworth Hale 1975. 
Ocellularia mauretiana ingår i släktet Ocellularia och familjen Thelotremataceae. Inga underarter finns listade i Catalogue of Life.